# Crystal Dangerfield
Crystal Simone Dangerfield (Murfreesboro, 11 maggio 1998) è una cestista statunitense, professionista nella WNBA.

## Carriera
È stata selezionata dalle Minnesota Lynx al secondo giro del Draft WNBA 2020 con la 16ª chiamata assoluta.

## Palmarès
- WNBA Rookie of the Year (2020)
- WNBA All-Rookie First Team (2020)